# Nordby Pastorat (Fanø)
 For alternative betydninger, se Nordby Pastorat. (Se også artikler, som begynder med Nordby Pastorat)
Nordby Pastorat på Fanø omfattede Nordby Sogn i Fanø Kommune.
Sognepræstens embede omfattede kun det ene sogn (hovedsogn eller étsognspastorat).
I 2012 blev pastoratet lagt sammen med Sønderho Pastorat under Fanø Pastorat.

## Ekstern henvisning
- Nordby Kirke Arkiveret 22. oktober 2020 hos  Wayback Machine